# La Losa
La Losa ist eine Gemeinde in der spanischen Provinz Segovia. Sie liegt im Süden der Autonomen Region Kastilien und León, an der Nordwestabdachung der Sierra de Guadarrama. Sie hat 531 Einwohner (Stand: 2024). 

## Geographie
La Losa liegt etwa zehn Kilometer südsüdwestlich vom Stadtzentrum von Segovia in einer Höhe von ca. 1085 m. Durch die Gemeinde führt die Autopista AP-61.
La Losa befindet sich innerhalb der Zone des kontinentalen mediterranen Klimas.

## Bevölkerungsentwicklung
| Jahr      | 1970 | 1981 | 1991 | 2001 | 2011 | 2021 |
| Einwohner | 427  | 400  | 286  | 393  | 531  | 521  |

## Sehenswürdigkeiten
- Johanniskirche (Iglesia de San Juan Evangelista)

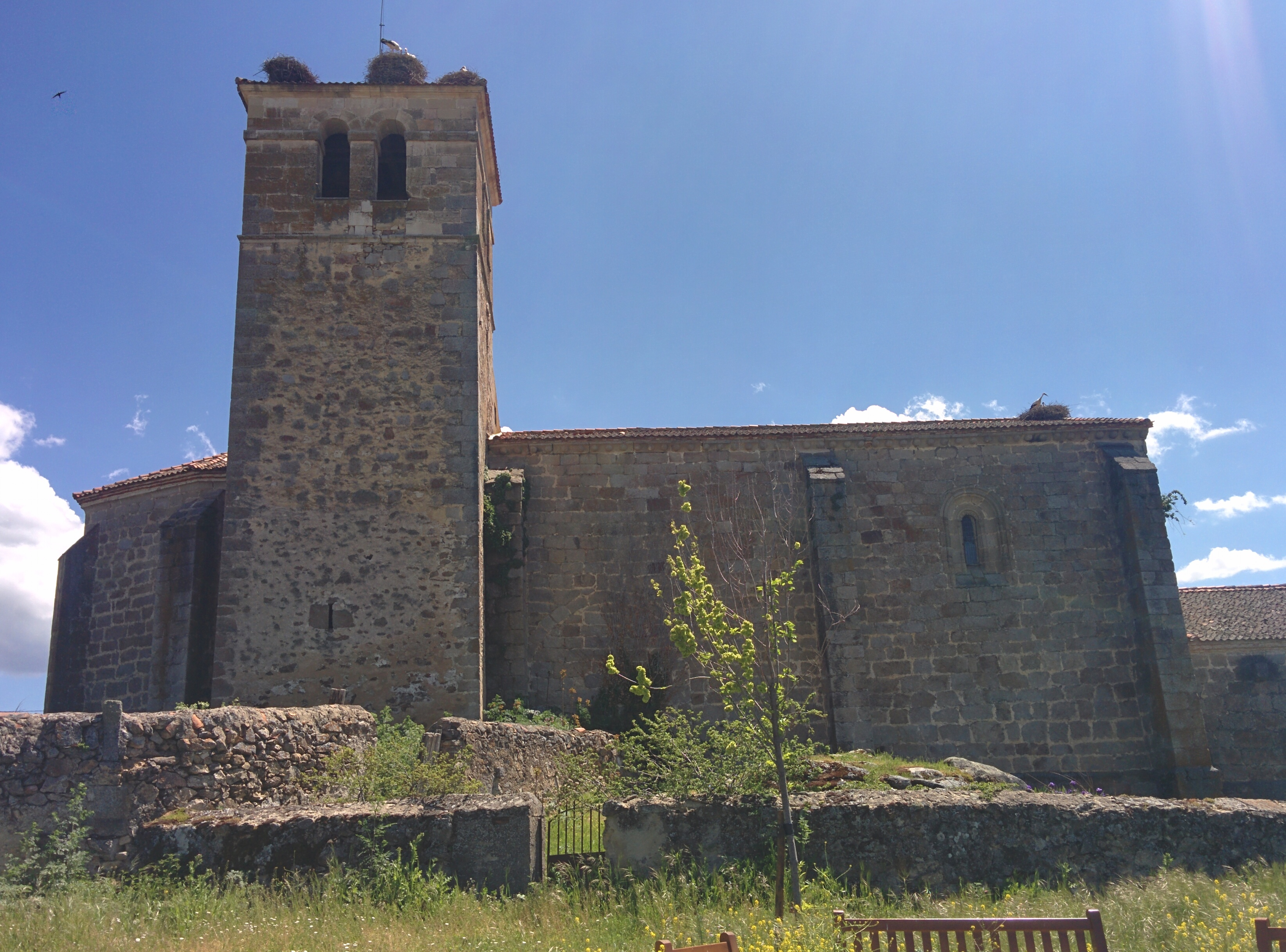
Johanniskirche
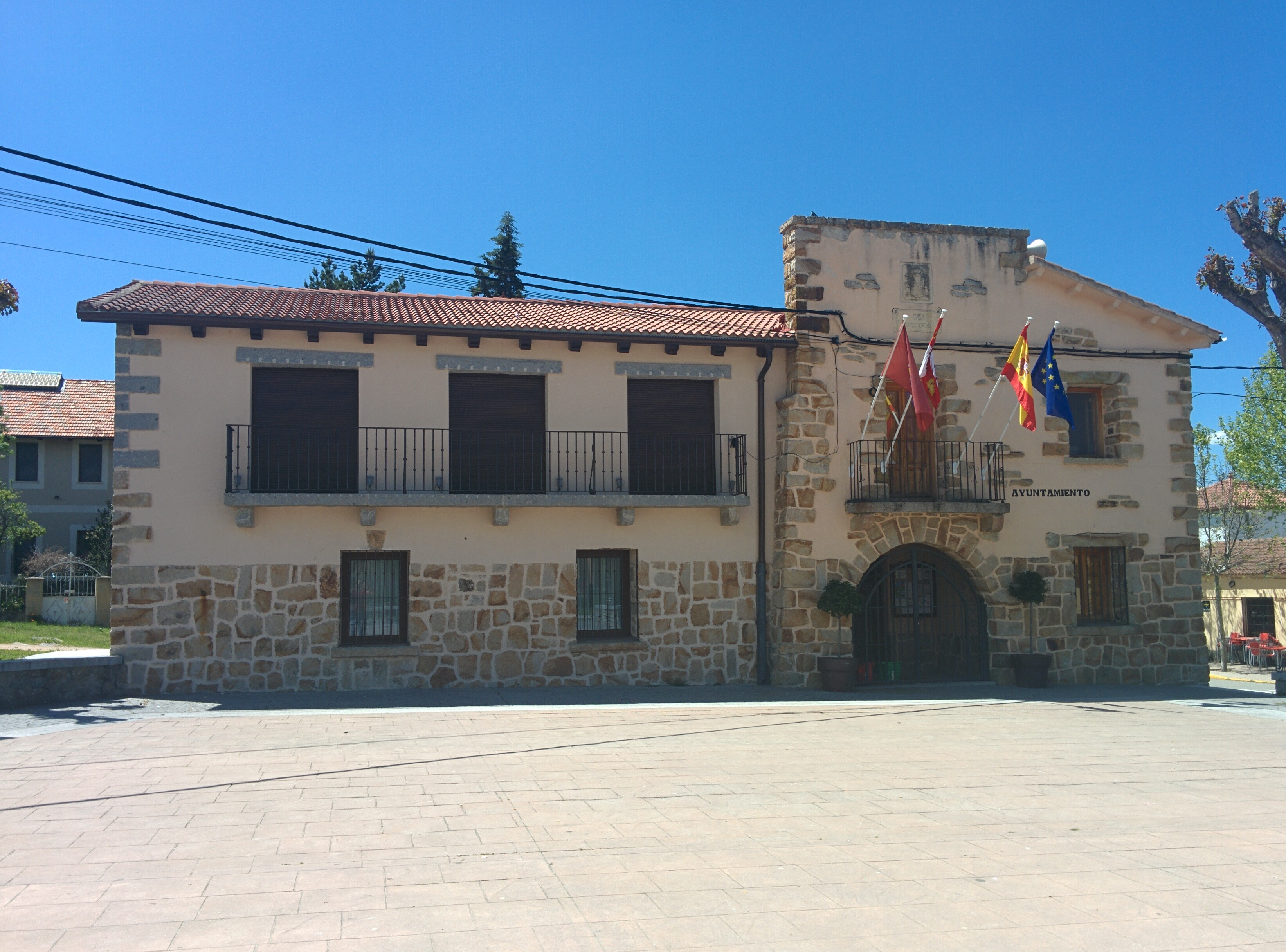
Rathaus